# 格魯亞鄉 (梅赫丁茨縣)
44°16′N 22°42′E / 44.267°N 22.700°E
格魯亞鄉（羅馬尼亞語：Comuna Gruia, Mehedinți），是羅馬尼亞的鄉份，位於該國西南部，由梅赫丁茨縣負責管轄，面積73平方公里，海拔高度92米，2007年人口3,071，人口密度每平方公里42人。